# Palas de Rei
Palas de Rei en galicien, ou Palas de Rey en espagnol, est un municipio de la comarque de Ulloa, dans la province de Lugo, communauté autonome de Galice, au nord-ouest de l'Espagne. C'est aussi le nom de plusieurs parroquias de ce municipio, ainsi que du chef-lieu du municipio.
Ce municipio est traversé par le Camino francés du Pèlerinage de Saint-Jacques-de-Compostelle, qui passe par ses localités et sites de Portos, Vilar de Donas (hors chemin), Lestedo, Os Valos, A Mamurria, A Brea, Abenostre, As Lamelas, O Rosario, Os Chacotes (aire de loisirs), Palas de Rei (chef-lieu), Carballal, San Xulián do Camiño, A Pallota, A Ponte Campaña, Casanova, Porto de Bois, A Campanilla. La localité de Palas de Rei marque aussi la jonction entre le Camino francés et le Camino primitivo venant d'Oviedo

## Géographie

### Municipios limitrophes
- Au nord :
- Au sud :
- À l'est :
- À l'ouest :

## Divisions administratives
Le municipio de Palas de Rei recouvre les parroquias et localités suivantes :
| - Santiago de Albá (72 habitants en 2009), avec ses localités de Albá, A Aldea de Abaixo, O Campo, Gundiá, O Outeiro, O Pereiró, Sande, Surribas, Vilafofe ; - San Vicenzo de Ambreixo (19 habitants en 2009), avec ses localités de Ambreixo, A Areosa, Castro, Veiga, A Viña ; - San Xurxo de Augas Santas (236 habitants en 2007), avec ses localités de Alvite, Bistulfe, Bouzachás, Camoira, Carballedo, Cebral, A Cernada, Chancela, Codeseda, O Condado, O Couto, A Devesa, Fonte de Cervos, Fontefría, A Leboreira, Montecelo, Pena do Boi Louro, O Requián, Ribadal, San Xurxo, Sucastro, Vilariño ; - San Miguel de Berbetouros (70 habitants en 2007), avec ses localités de Camouco, O Froxón, Peiluz, Penelas de Abaixo, Penelas de Arriba, As Pereiras, O Pozo, Riba do Marco, Salgueiros, A Taberna ; - Santiago de Cabana (47 habitants en 2007), avec ses localités de Cabana, A Eirexe, Fonte Grande, Outeiro, Pereirón, Podence, Recachiña ; - San Sebastián do Carballal (env. 50 habitants en 2007), avec ses localités de O Carballal de Abaixo, O Carballal de Arriba, A Gaiola, Guestrar, Lalín, A Ponterroxán ; - Santa María de Carteire (78 habitants en 2007), avec ses localités de Barrio, Bruzos, Carricova, Carteire, Cobreiro, A Conguada, A Escrita, Mamoelas, Mencide, A Pena da Merla, Penela, Regodeiras ; - San Mamede de Coence (68 habitants en 2007), avec ses localités de Coence, Gontá de Abaixo ; - San Xoán de Covelo (79 habitants en 2007), avec ses localités de Covelo, Eirexe, Gandarela, Mouromorto, Osís, O Outeiro, A Pallota, A Rampla de Covelo, Ribado, O Roxedoiro, Santín, Seixiños ; - Santa María de Cuíña (62 habitants en 2007), avec ses localités de Carballedo, O Cruceiro, Cuíña, Dorra, Érmora, Labagueira, Montibeiro, Outeiro, A Ponte Santar, A Pradeira, Rosende, Tallos ; - San Martiño de Curbián (86 habitants en 2009), avec ses localités de Curbián, Pena Piñeiro, Ulloa ; - San Tomé de Felpós (25 habitants en 2007), avec ses localités de O Castelo, O Corral, Felpós, O Outeiro ; - San Martiño de Ferreira de Negral (87 habitants en 2007), avec ses localités de As Balancas, Bugallal, O Carballal, Castrelo, A Costa, A Covela, A Mámoa, Mosteiro, Niñarellos, O Outeiro, A Pena da Galiña, O Penedo, Penín, A Ponte Ferreira, A Ribeira, Senande ; - San Tomé de Filgueira (71 habitants en 2007), avec ses localités de Aquelcabo, A Baiuca, A Barreira, O Carrizo, Os Curros, Filgueira, Leiras, O Monte, Remonde, Terreo dos Cruceiros ; - Santa Mariña de Fontecuberta (72 habitants en 2007), avec ses localités de O Castro, O Coto, Fontecuberta, Moreira, A Portela, Santaballa, Vilaspesa ; - San Xoán de Laia (19 habitants en 2007), avec ses localités de Laia, Seoane ; - Santiago de Lestedo (98 habitants en 2007), avec ses localités de Avenostre (ou Abenostre), A Brea, Chouso Vello, As Lamelas, Lestedo, Liúlfe, Lodeiro, A Mamurria, Portos, A Riba, O Rosario, Sucastro, Os Valos, Vilaxoán ; - San Miguel de Maceda (53 habitants en 2007), avec ses localités de O Agro do Pobre, A Barrosa, A Carreira, O Ferreiro, Maceda, O Porto, Raxás, Ulla ; - Santa María de Marzá (104 habitants en 2007), avec ses localités de A Avieira, Burdallos, Gresulfe, Marzá, Outeiro de Burdallos, Vinciá, Xuxilde ; - San Xoán do Mato (85 habitants en 2007), avec ses localités de Barreira, Campaña, A Campanilla, Candieira, Casanova, A Florida, Fonte de Mouros, O Mato, A Ponte Campaña, Porto de Bois, Romariz, Soná, Vilacendoi ; - San Pedro de Meixide (96 habitants en 2007), avec ses localités de Barreiro, Portofondón, Saa, San Pedro, Veiga, Vilar de Ulloa, Vilar do Monte, Xeré ; - San Salvador de Merlán (104 habitants en 2007), avec ses localités de Casacamiño, O Castro das Seixas, Corno de Boi, O Ferradal, A Fonte da Uz, O Hospital das Seixas, A Lagoa, Merlán, O Pazo do Monte, A Penaloura, A Picaña, O Porto do Carro, Ribadal, As Seixas, A Uceira, Xacel, Xermeade ; - San Fiz de Moredo (77 habitants en 2007), avec ses localités de O Castro, O Cotón, O Freixeiro, Moredo, O Picón, San Fiz, O Souto, O Tesoureiro, Vilariño ; - Santiago de Mosteiro de Devesa (54 habitants en 2007), avec ses localités de Castro, Mosteiro de Devesa, Pena Mouril, San Martiño, A Torre, A Veiga, Vilachá, Vilaseñor ; - Santo André de Orosa (37 habitants en 2007), avec ses localités de Corral de Abaixo, Corral de Arriba, A Costa, O Coto (O Coto de Orosa), A Covela, Orosa ; - San Tirso de Palas de Rei (gl) (798 habitants en 2007), avec ses localités de Curuxás (gl), Palas de Rei (chef-lieu du municipio), Penela ; - San Pedro de Pambre (28 habitants en 2007), avec ses localités de Pambre, A Torre ; - Santa María de Pidre (99 habitants en 2008), avec ses localités de Chorexe, Frádegas, Laxe, Outeiro, Pidre, A Ponte Mercé ; - Santa María da Puxeda (19 habitants en 2007), avec ses localités de Arulfe, A Bragaña, Choupana, A Corda, O Couso, Mende, A Puxeda, Sande, O Seixo, Valiño ; - San Miguel de Quindimil (42 habitants en 2007), avec ses localités de Boi Pardo, Fermil, Montarelo, A Pena, Penela, Quindimil, Vilar do Monte, Vilarramil, Xancís ; - San Martiño de Ramil (10 habitants en 2007), avec ses localités de O Batán, Mácara, Remesedo ; - San Miguel de Remonde (56 habitants en 2007), avec ses localités de A Fonte do Mallo, Remonde, A Vacariza, O Vilar ; - San Salvador de Ribeira (35 habitants en 2007), avec ses localités de Ribeira, Xende ; - San Pedro de Salaia (66 habitants en 2007), avec ses localités de Arulfe, O Cruceiro, Faxilde, A Fontedaúde, A Lameira, O Pazo, Salaia, Trasmil, Vilacova ; - Santa María de San Breixo ou Santa María de Sambrejo (60 habitants en 2007), avec ses localités de Andemil, San Breixo, Ulloa, Vilariño, Vilouchada ; - San Cibrao da Repostería (53 habitants en 2009), avec ses localités de As Cancelas, A Leboreira, Leilón, Pedras, Rubín, San Cibrao, Setefontes, O Sisto, A Vila de Arriba ; - San Mamede do Carballal (58 habitants en 2007), avec ses localités de O Campelo, O Carballal, A Devesa Nova, Filgueira da Devesa, Gándaras, A Goleta, Guestrar, Lamas, Penasedoira, Ponterrosa ; - San Miguel de Coence (86 habitants en 2007), avec ses localités de Boavista, Os Carballiños, O Cruceiro, A Namela, O Outeiro, San Miguel ; - San Xiao do Camiño ou San Xulián do Camiño ou San Julián del Camino (env. 20 habitants en 2007), avec ses localités de O Cotón, A Graña, O Mesón, A Pallota, O Roxo, San Xiao, A Taberna, Vilamerelle ; - San Xusto da Repostería (31 habitants en 2007), avec ses localités de Outeiro, Pulleiro, San Domingos, San Xusto, Vilafofe ; - San Vicente de Ulloa (78 habitants en 2007), avec ses localités de Campo Maior, As Ferrerías, Guitar, Ladricelo, A Penela, Perrá, San Vicente, A Vacariza ; - San Salvador de Vilar de Donas (128 habitants en 2009), avec ses localités de A Capela, Casanova, Castro, Castro Vilar, A Costa, A Devesa, A Ermida, A Estrela, Ferradal Novo, Ferradal Vello, Lama Boa, Lamparte, Luxilde, Marronteiro, Muíño da Devesa, Piñeiro, A Pintureira, Ramil, Reboredo, Tiúlfe, A Vila, Vilamourel, Vilar de Donas, O Vilar, Vilaverde, Ximonde ; - San Pedro de Vilareda (? habitants en 2009), avec ses localités de Agrolento, Carballido, Mourices, Outeiriño, Outeiro, Puricelas, Rumín, Vilareda ; |

### Galeries de photos
L'album ci-dessous montre quelques églises paroissiales du municipio de Monterroso

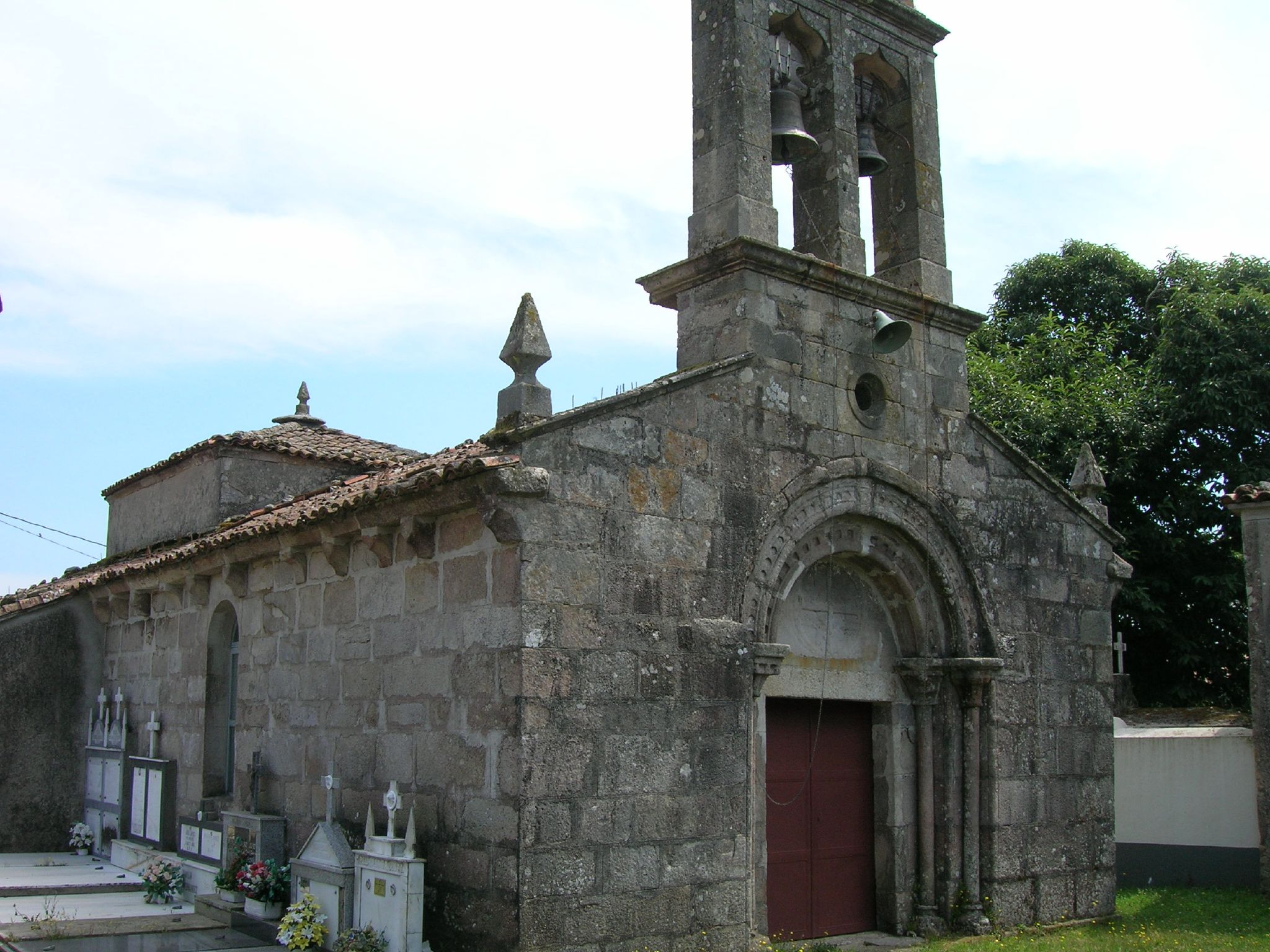
Église de Santiago de Albá.
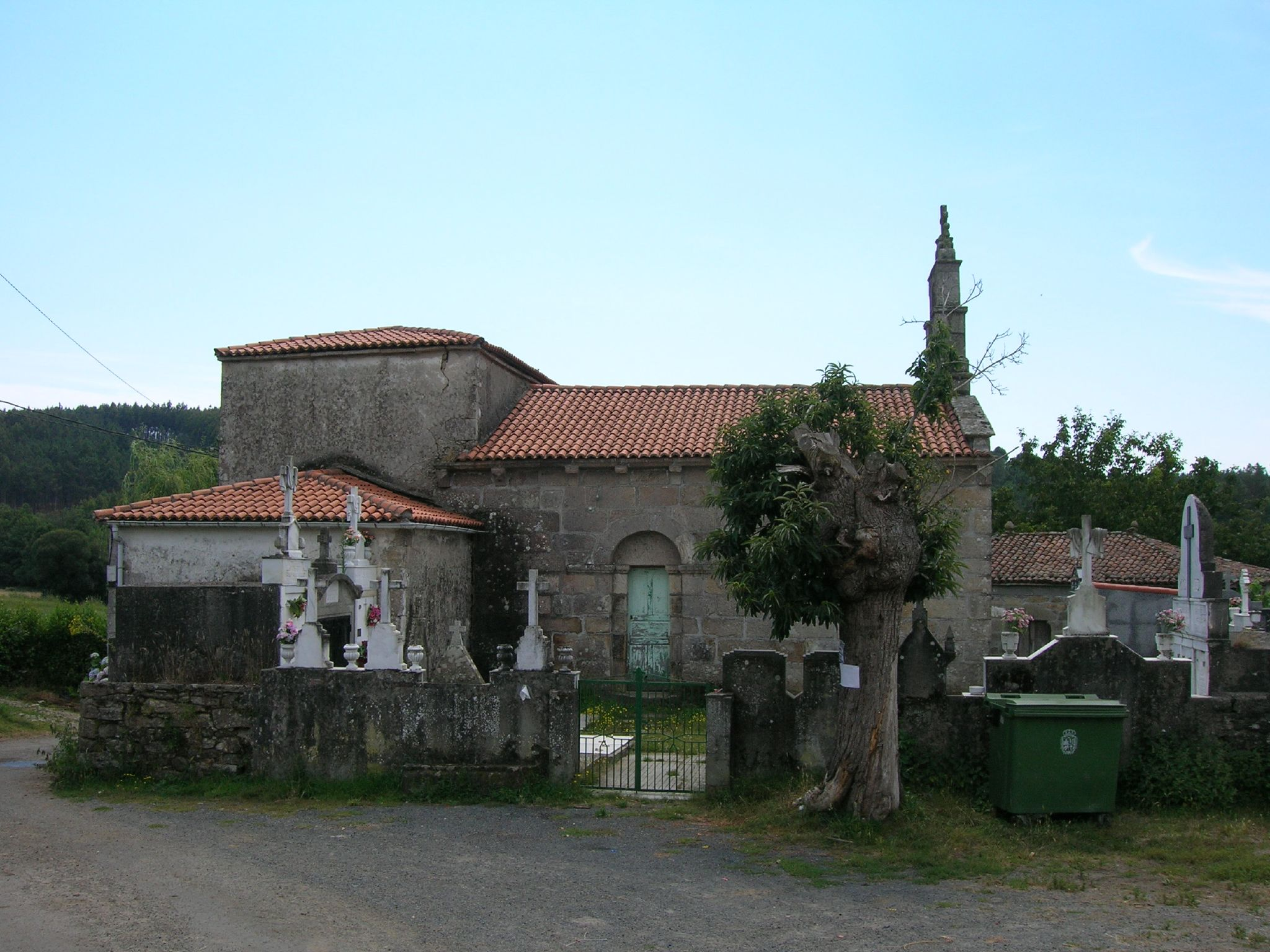
Église de San Martiño de Curbián.
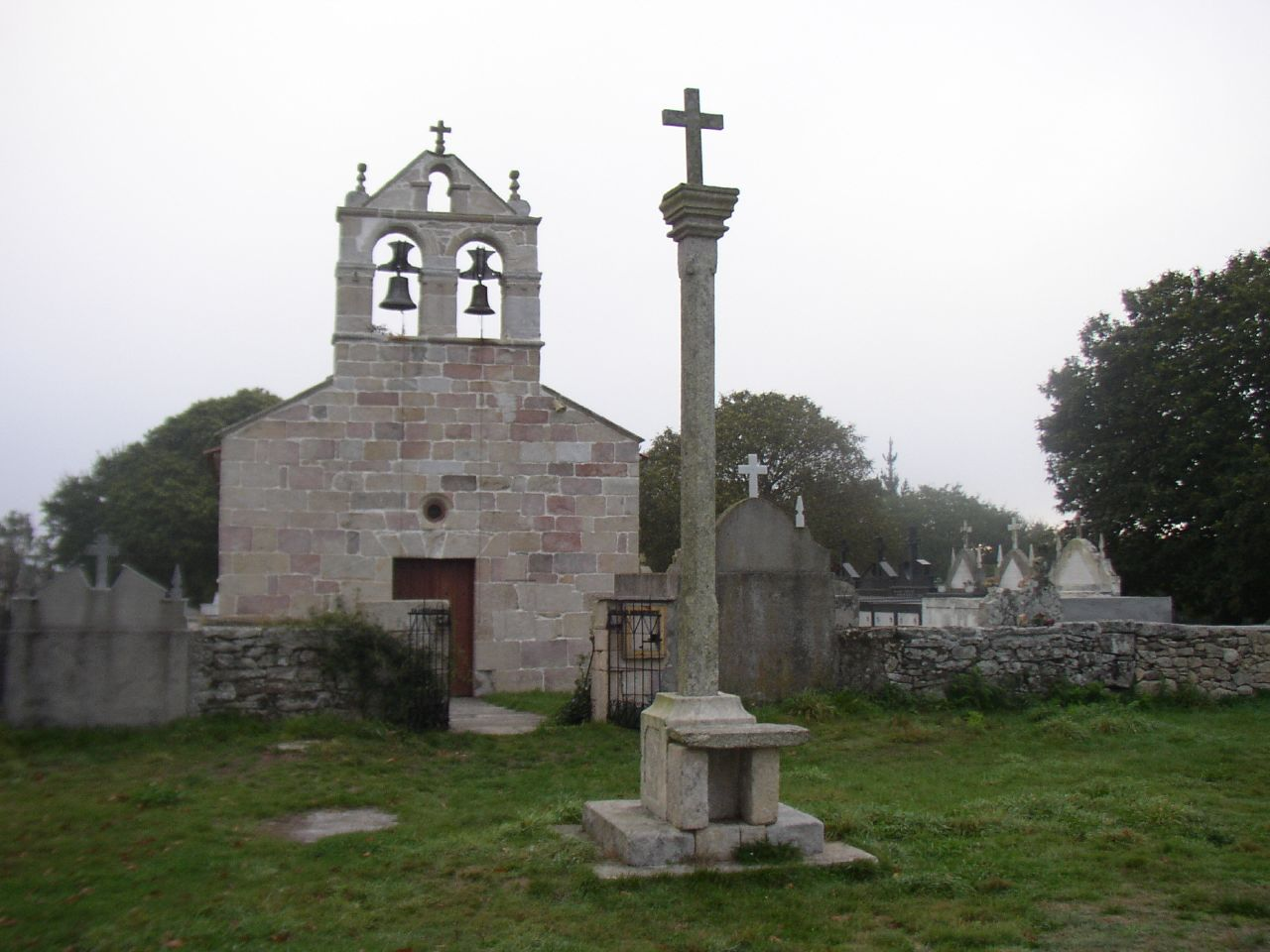
Église de Santiago de Lestedo.
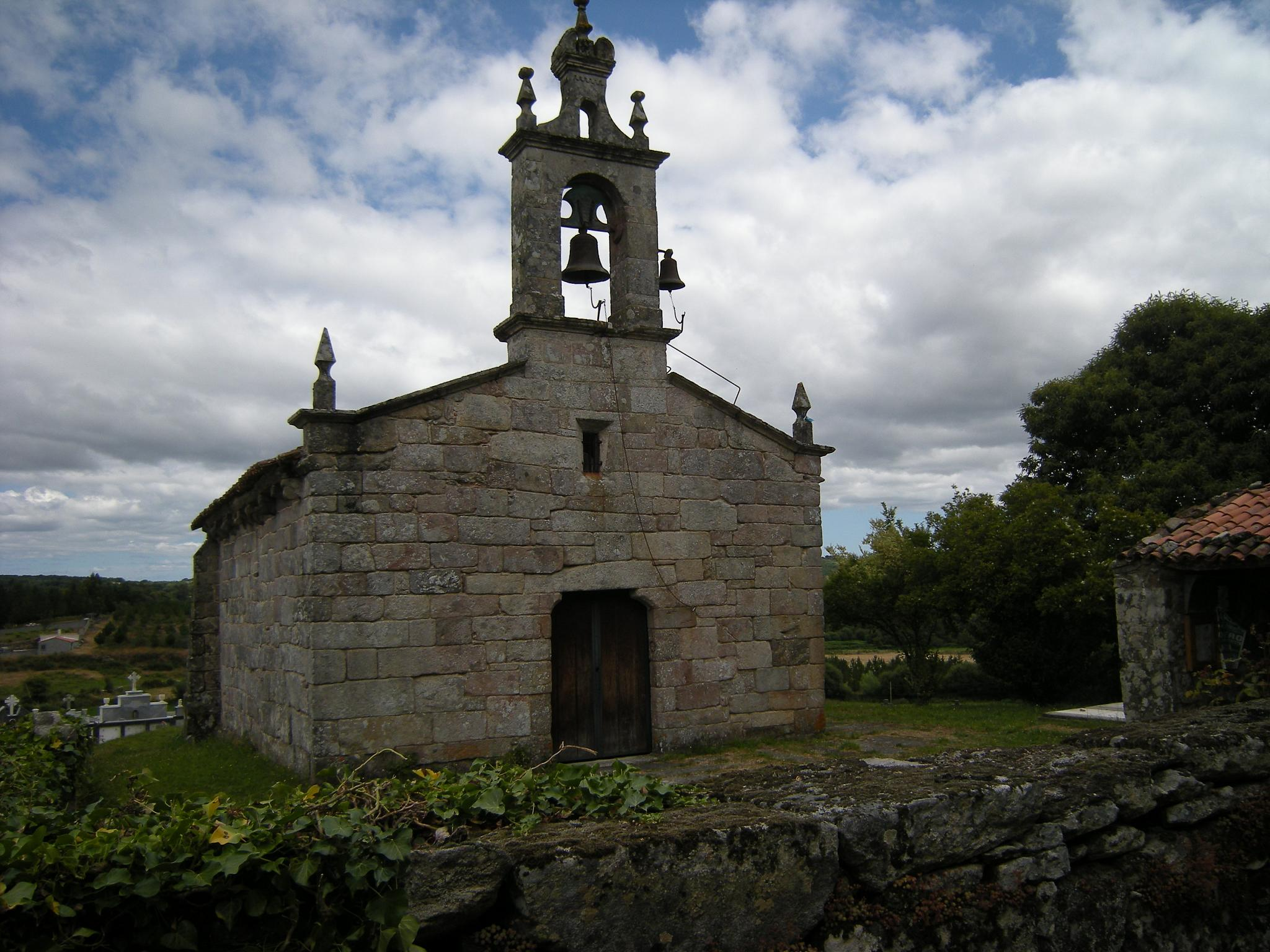
Église de Santa Maria de Marza.
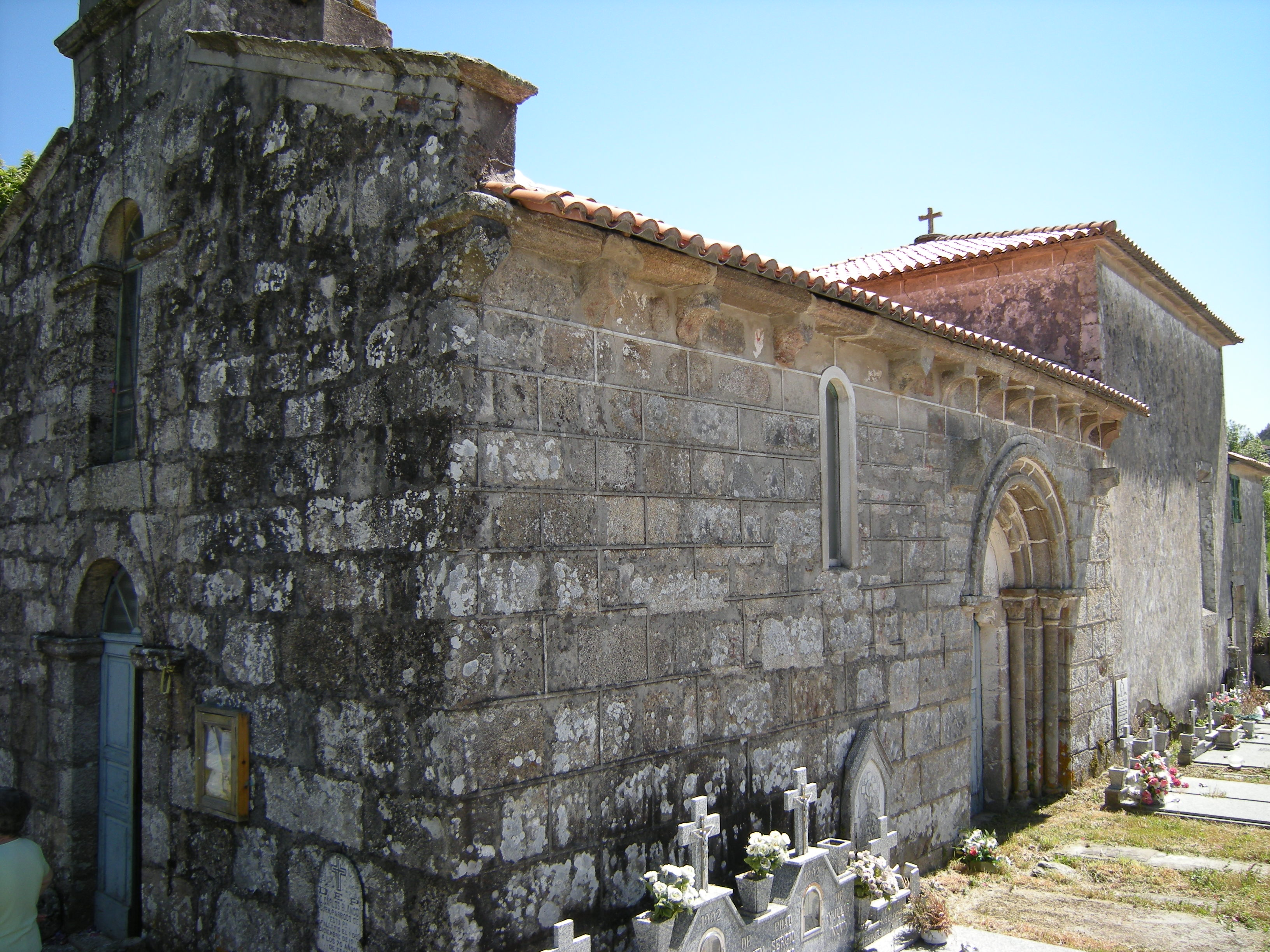
Église de San Pedro de Meixide.
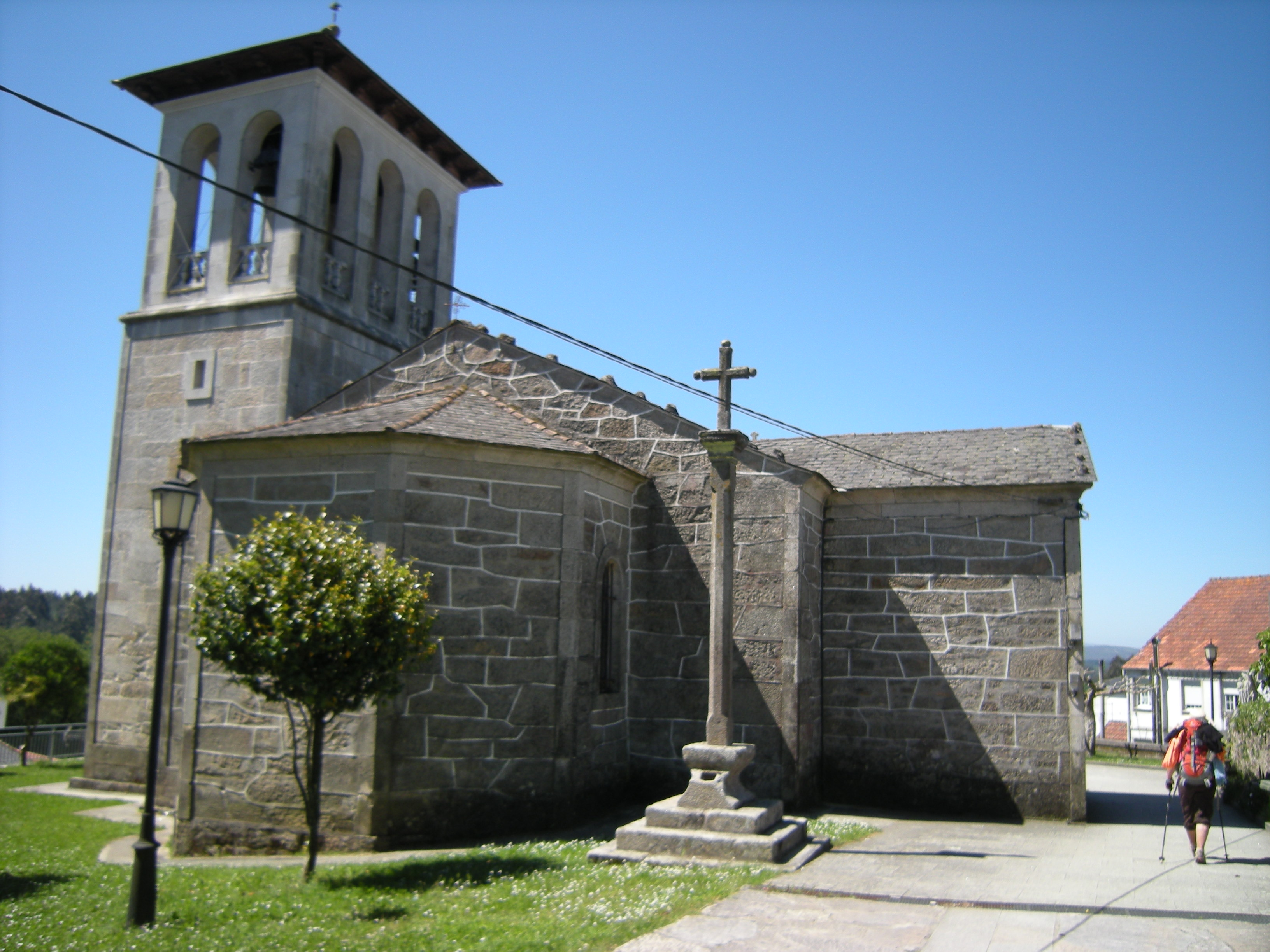
Église de San Tirso de Palas de Rei.
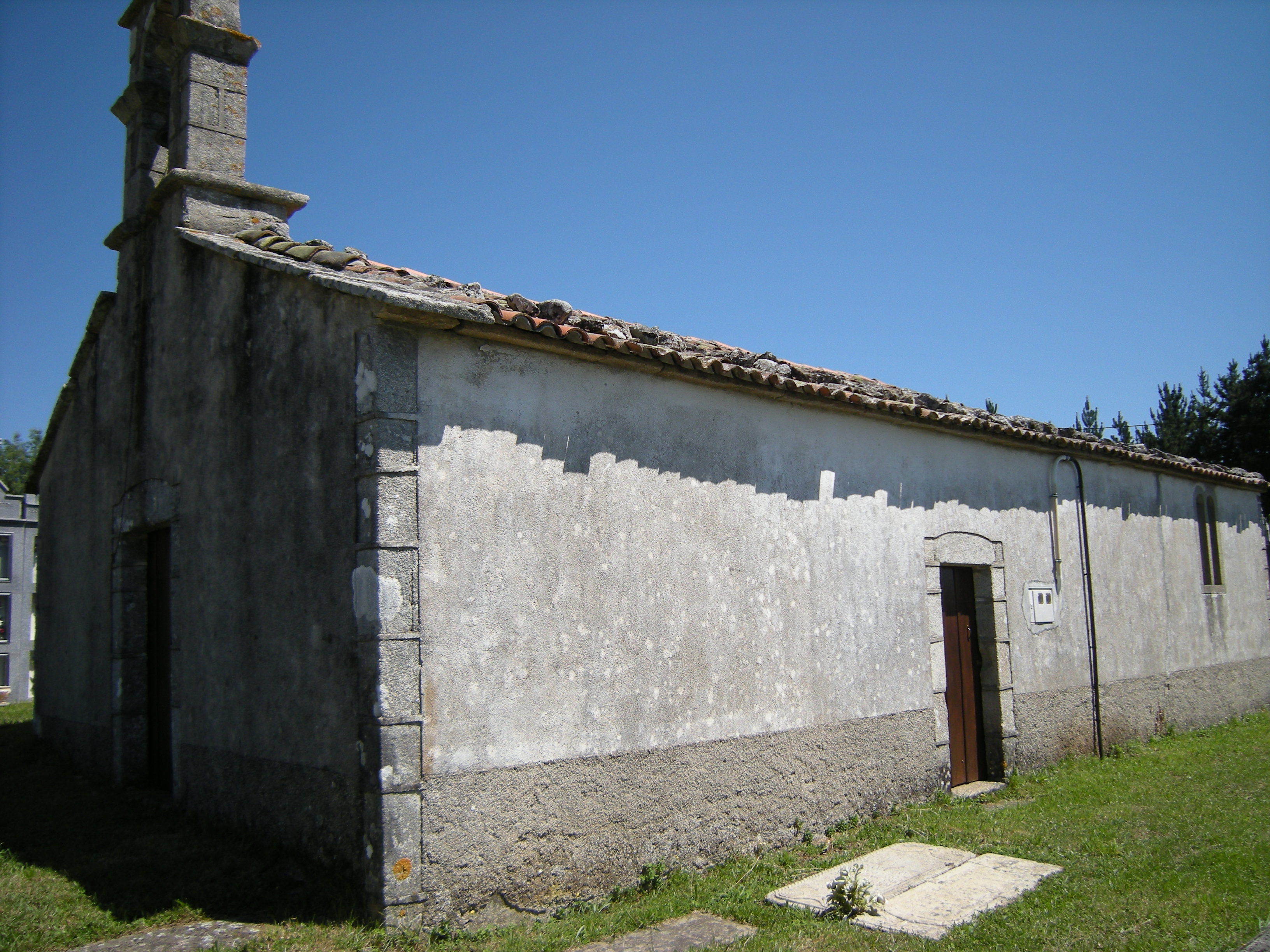
Église de San Miguel de Remonde.
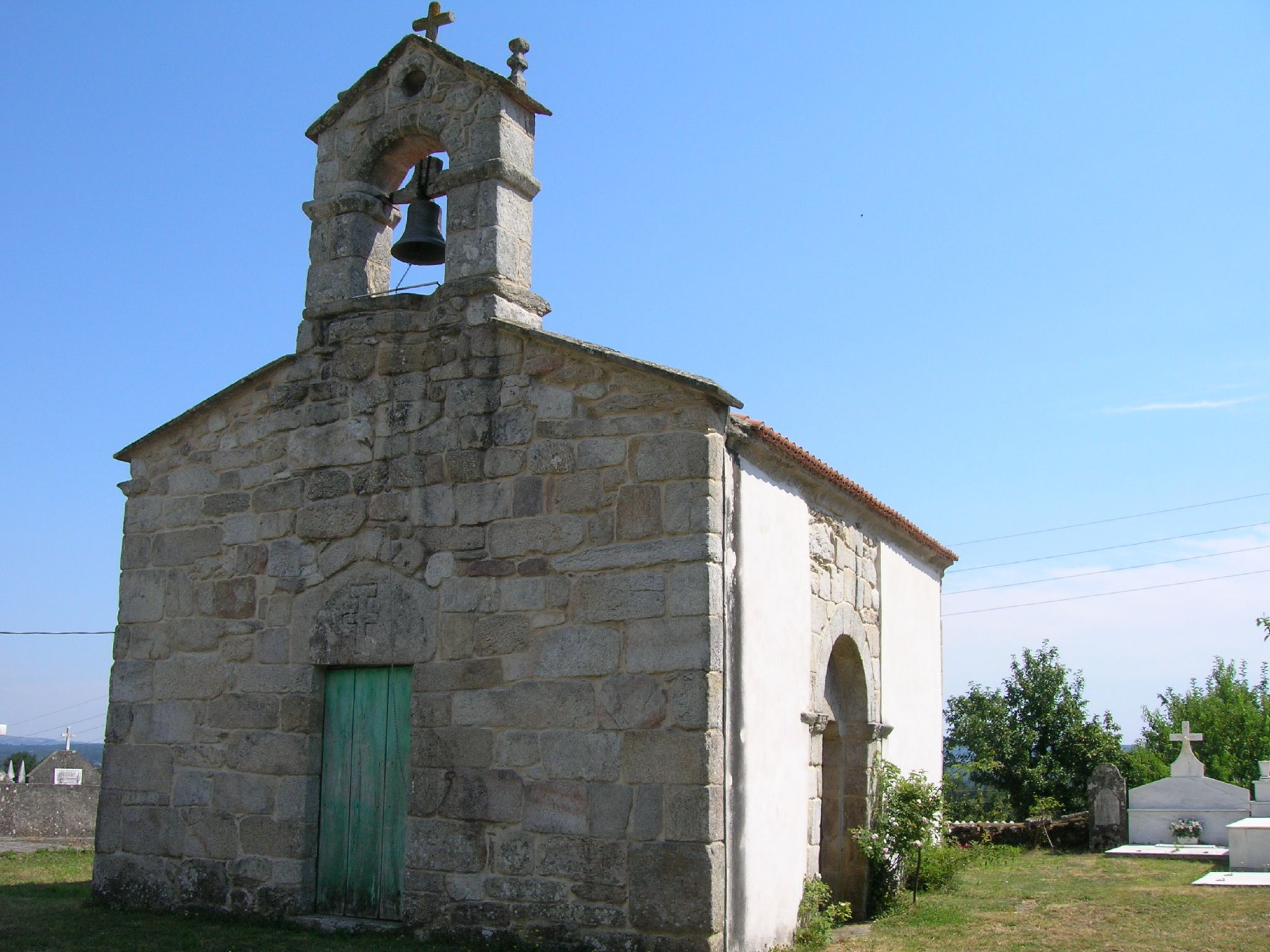
Église de San Cibrao da Repostería.
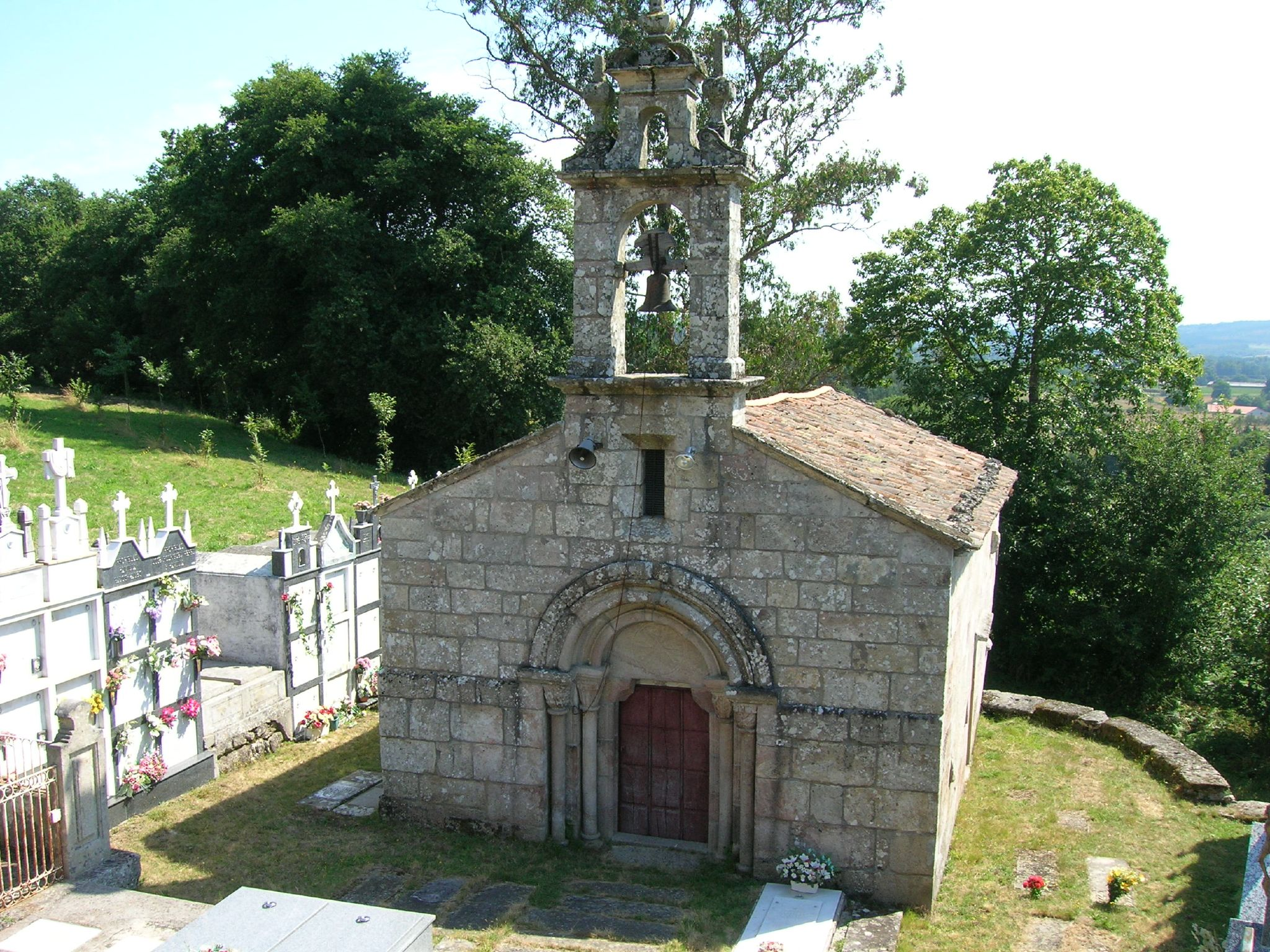
Église de San Miguel de Coence.
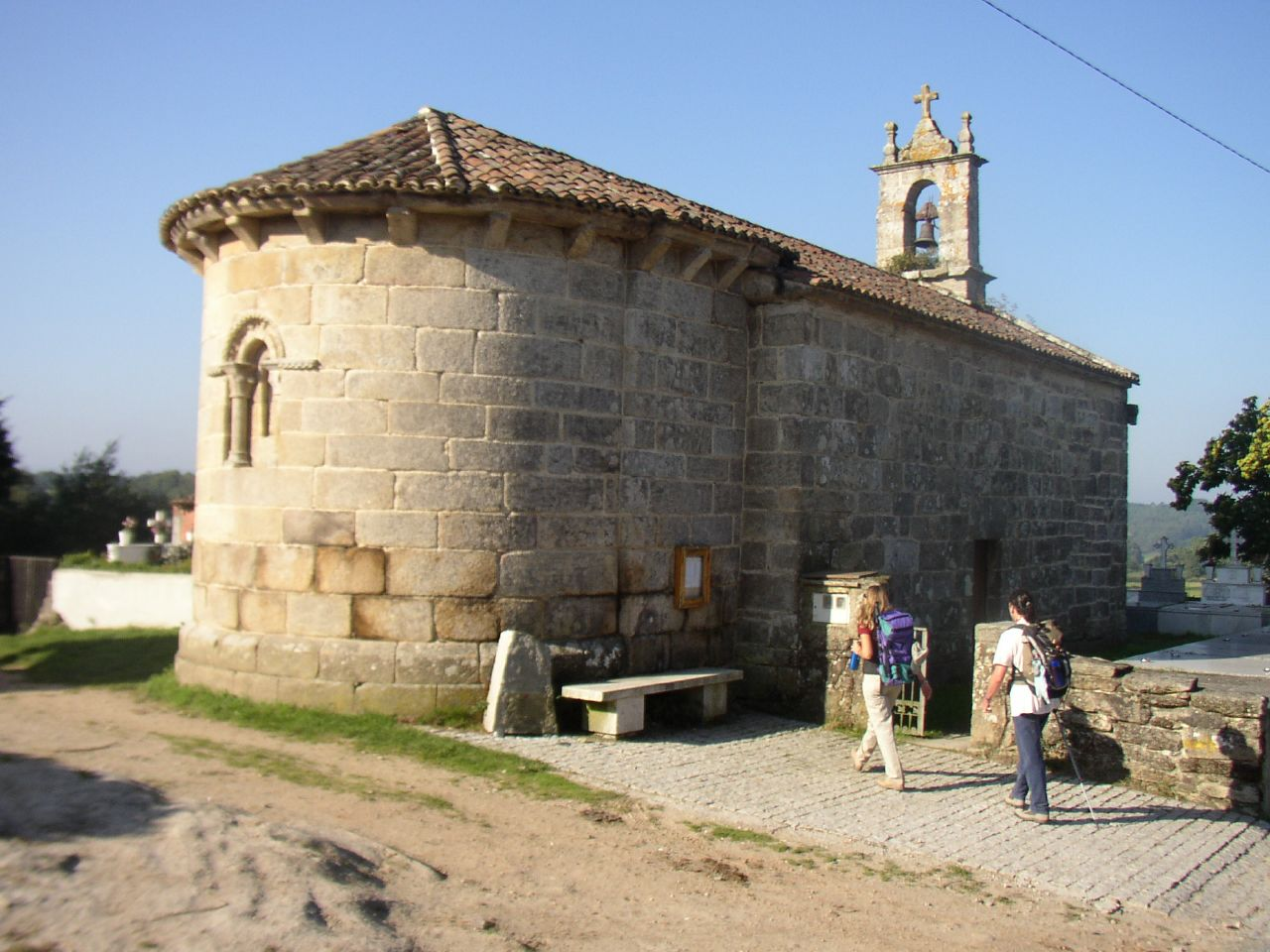
Église de San Xulián do Camiño.
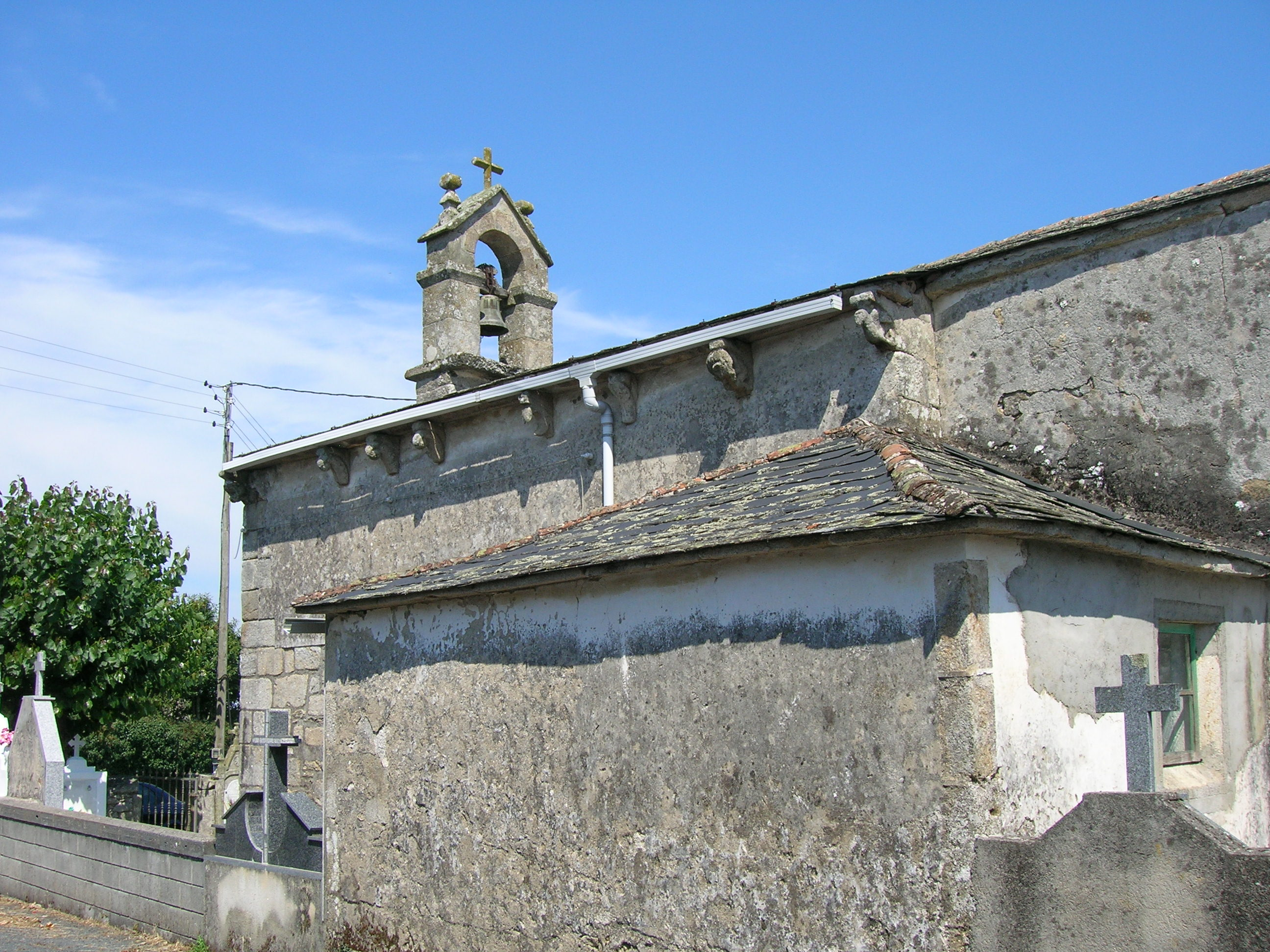
Église de San Xusto da Repostería.
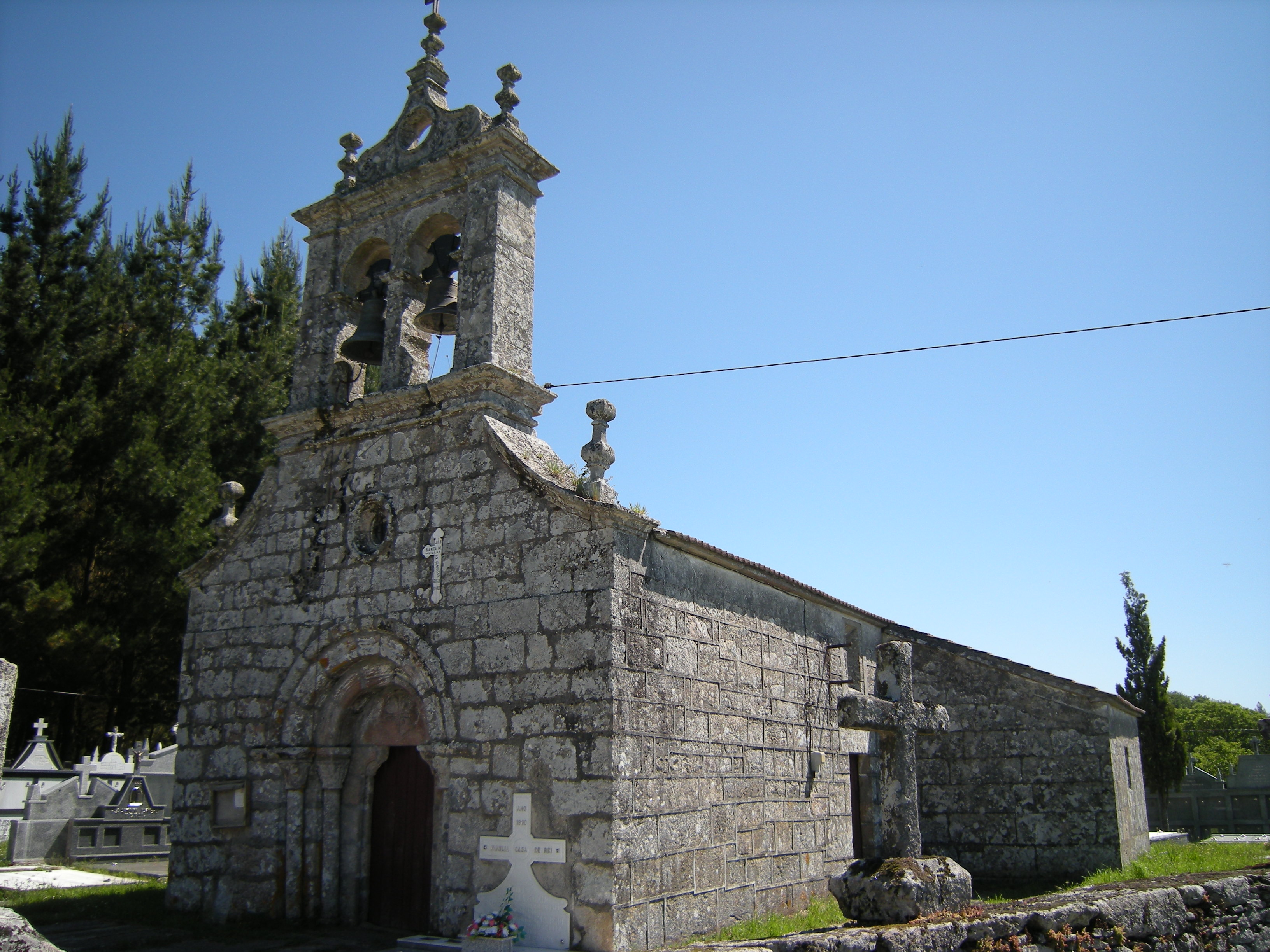
Église de San Pedro de Vilareda.

## Patrimoine et culture

### Pèlerinage de Compostelle
Par le Camino francés du Pèlerinage de Saint-Jacques-de-Compostelle, le chemin vient du municipio de Monterroso, en passant par ses localités et sites de Serra de Ligonde, A Previsa, Os Lameiros, Ligonde, Airexe.
Dans ce municipio de Palas de Rei, le chemin parcourt les localités et sites de Portos, Vilar de Donas (hors chemin), Lestedo, Os Valos, A Mamurria, A Brea, Abenostre, As Lamelas, O Rosario, Os Chacotes (aire de loisirs), Palas de Rei (chef-lieu), Carballal, San Xulián do Camiño, A Pallota, A Ponte Campaña, Casanova, Porto de Bois, A Campanilla.
Le prochain municipio traversé est Melide, en passant par les localités ou sites de O Coto, Leboreiro, Furelos, Melide (chef-lieu).

## Jumelages
Plouha (France)

## Sources et références
- (gl) Cet article est partiellement ou en totalité issu de l’article de Wikipédia en galicien intitulé « Palas de Rei) » (voir la liste des auteurs).
- Grégoire, J.-Y. & Laborde-Balen, L., Le Chemin de Saint-Jacques en Espagne - De Saint-Jean-Pied-de-Port à Compostelle - Guide pratique du pèlerin, Rando Éditions, mars 2006,  (ISBN 2-84182-224-9)
- Camino de Santiago St-Jean-Pied-de-Port - Santiago de Compostela, Michelin et Cie, Manufacture Française des Pneumatiques Michelin, Paris, 2009,  (ISBN 978-2-06-714805-5)
- Le Chemin de Saint-Jacques, carte routière, Junta de Castilla y León, Editorial

1. ↑  Referencias de Google Books
2. ↑  « Les Villes Jumelées avec Plouha », sur www.jumelage.xyz (consulté le 22 septembre 2021)